# Coney Island (pel·lícula de 1943)
 Coney Island és una pel·lícula musical estatunidenca de Walter Lang, estrenada el 1943.

## Argument
A principi del segle xx, Eddie Johnson va a Coney Island per trobar-se amb Joe Rocco, un vell amic. Eddie està decidit a obtenir una participació en el nou local de Joe, en el qual actua Kate Farley, una cantant insolent amb una predilecció per roba cridanera. Eddie convenç un amic per convertir el seu local en un "harem turc" amb ballarines. La seva idea és un èxit i allunya els clients de Joe. A més, Eddie i Kate s'enamoren. Joe llavors intenta sabotejar els seus plans de matrimoni.

## Repartiment
- Betty Grable: Kate Farley
- George Montgomery: Eddie Johnson
- Cesar Romero: Joe Rocco
- Charles Winninger: Finnigan
- Phil Silvers: Frankie
- Matt Briggs: William 'Willie' Hammerstein
- Paul Hurst: Louie
- Leo Diamond: ell mateix

## Premis i nominacions

### Nominacions
- 1944. Oscar a la millor banda sonora per Alfred Newman